# Richard d’Argentine
Richard d’Argentine († 1246) war ein englischer Adliger.

## Leben
Richard d’Argentine entstammte einer Adelsfamilie aus Hertfordshire, die bereits im 12. Jahrhundert mehrere Sheriffs von Hertfordshire, Essex und Cambridgeshire gestellt hatte. Nach dem Tod seines Vaters Reginald de Argenteon um 1223 erbte er neben Great Wymondley in Hertfordshire drei weitere Güter in Essex, Cambridgeshire und Suffolk. 1223 diente er als Sheriff von Essex und Hertfordshire, 1224 als Sheriff von Cambridgeshire und Huntingdonshire. 1225 wurde er Kommandant von Hertford Castle. Als Ritter des königlichen Haushalts nahm er ab 1228 mit das Amt des Steward of the king’s household wahr. 1231 brach er als Kreuzfahrer nach Palästina auf. Er starb Ende 1246, sein Erbe wurde sein Sohn Giles.